# Melanagromyza tamsi
Melanagromyza tamsi este o specie de muște din genul Melanagromyza, familia Agromyzidae, descrisă de Spencer în anul 1977.
Este endemică în Principe. Conform Catalogue of Life specia Melanagromyza tamsi nu are subspecii cunoscute.